# Principio di Dirichlet
In matematica, il principio di Dirichlet, il cui nome si deve a Peter Gustav Lejeune Dirichlet, trova applicazioni nella teoria del potenziale. 
Esso afferma che, se la funzione {\displaystyle u(x)} è una soluzione della equazione di Poisson:
{\displaystyle \Delta u+f=0}
in un dominio {\displaystyle \Omega } di {\displaystyle \mathbb {R} ^{n}} con condizione al contorno {\displaystyle u=g} su {\displaystyle \partial \Omega }, allora {\displaystyle u} può essere ottenuto come il valore che minimizza l'energia di Dirichlet:
{\displaystyle E[v(x)]=\int _{\Omega }\left({\frac {1}{2}}|\nabla v|^{2}-vf\right)\,\mathrm {d} x}
tra tutte le funzioni doppiamente differenziabili {\displaystyle v} tali per cui {\displaystyle v=g} su {\displaystyle \partial \Omega }. Ciò alla condizione che esista almeno una funzione che renda l'integrale di Dirichlet inferiormente limitato.  
Che tale valore inferiore esista sempre era dato per scontato da Riemann (che coniò il termine "principio di Dirichlet") ed altri, fino a quando Weierstraß diede un esempio di una funzione che si avvicina quanto si vuole all'estremo inferiore, senza mai raggiungerlo. In seguito però David Hilbert, nel 1900, diede una dimostrazione rigorosa dell'esistenza, in ogni caso, di un estremo inferiore, giustificando l'assunzione di Riemann.  